# RM-70
Raketomet RM-70 GRAD je mobilní reaktivní dělostřelecká zbraň, která je kombinací československého automobilu Tatra T-813 8 × 8 Kolos nebo T-815 VP 8 × 8 se sovětským, resp. ruským raketometem BM-21 Grad ráže 122,4 mm. Raketomet umožňuje vedení palby salvou i jednotlivými ranami. Na vozidle je přepravováno čtyřicet záložních raket. Vozidlo Tatra je pancéřované, poslední typy Tatra 815 jsou nepancéřované s možností dodatečného pancéřování. Většina automobilů je vybavena buldozerovým zařízením BZ T-813 na vybudování palebného stanoviště. RM-70 vyráběly Závody ťažkého strojárstva Dubnica nad Váhom. Během let 1971–1989 vzniklo 830 kusů. Po vzniku samostatného Slovenska pokračuje výroba modernizované verze s americkým systémem MLRS.

## Vývoj a výroba
RM-70 byl vyvinut v Československu jako nástupce raketometu RM-51 a počáteční operační schopnosti u ČSLA dosáhl v roce 1972. Výroba probíhala v Závodech ťažkého strojárstva Dubnica nad Váhom na Slovensku. Nákladní automobil Ural-375D 6 × 6 byl u RM-70 nahrazen tuzemským vozem Tatra T813 „Kolos“ 8 × 8, který posloužil jako nosič pro odpalovací zařízení se 40 raketami. Nové nosné vozidlo poskytuje dostatek prostoru pro přepravu 40 dalších 122mm raketových kazet pro opětovné nabití, které zajištuje hydraulický systém. Výhodou pro mobilitu je podvozek koncepce 8 × 8 i silnější motor, nicméně výkon RM-70 zůstává téměř stejný jako u systému BM-21 Grad z hlediska rychlosti a dojezdu vozidla. Tento raketomet může střílet jak jednotlivé rakety, tak i salvy, a to především pomocí nepřímé palby. Je určen pro koncentrované palebné pokrytí velkých ploch (až 3 hektary v jedné salvě) vysoce explozivními fragmentačními granáty. Palba je robustní a v jedné salvě 40 raket je použito téměř 256 kg výbušnin. Použité rakety jsou buď původní sovětské modely 9M22 a 9M28, nebo v tuzemsku vyvinuté modely. Jedná se o JROF s doletem 20,75 km, JROF-K s doletem 11 km, „Trnovnik“ s 63 pumami HEAT a s doletem 17,5 km, „Kuš“ s pěti minami PPMI-S1 k ničení živé síly nebo „Križna-R“ se čtyřmi protitankovými minami PTMI-D a dosahem 19 450 m.
Vozidlo je vybaveno centrálním systémem regulace tlaku v pneumatikách, umožňujícím jeho přizpůsobení povaze projížděného povrchu, světlometem s bílým světlem na přední střeše kabiny a v případě potřeby sněhovým pluhem SSP 1000 nebo radlicí BZ-T.

## Varianty
- T813 227 mm RM-70 MODULAR – raketomet je nahrazen kontejnerem se šesti raketami ráže 227 mm amerického systému M270 MLRS
- T813 122,4 mm RM-70 MORAK – modernizovaná verze RM-70 GRAD s novým navigačním a zaměřovacím systémem
- T815 RM-70/85 MODULAR – raketomet je nahrazen kontejnerem se šesti raketami ráže 227 mm amerického systému MLRS, vozidlo je nepancéřované. Vyrábí se na Slovensku.
- RM-70 Vampire – modernizovaná verze RM-70 na podvozku Tatra 815-7, s novými elektronickými systémy, vyvinutá společností EXCALIBUR ARMY ve spolupráci se slovenskými zbrojovkami. Prototyp byl postaven roku 2015. Několik prvních vozidel zakoupila Indonésie.[4] Určitý počet RM-70 Vampire byl dodán v roce 2022 na Ukrajinu, která je nasadila v bojích v oblasti Doněcka.[5]

## Bojové nasazení

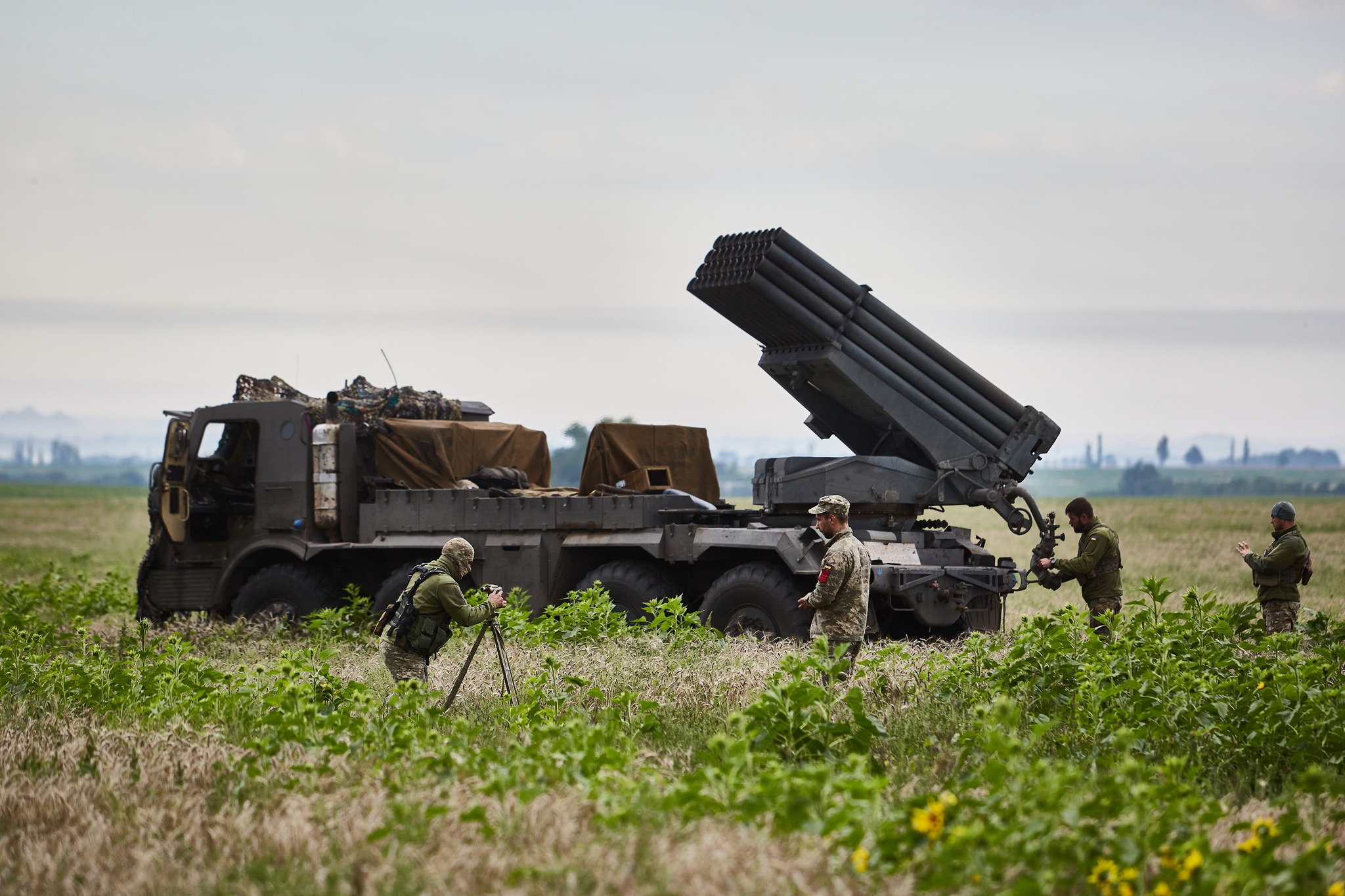
RM-70 ukrajinských pozemních vojsk v boji.

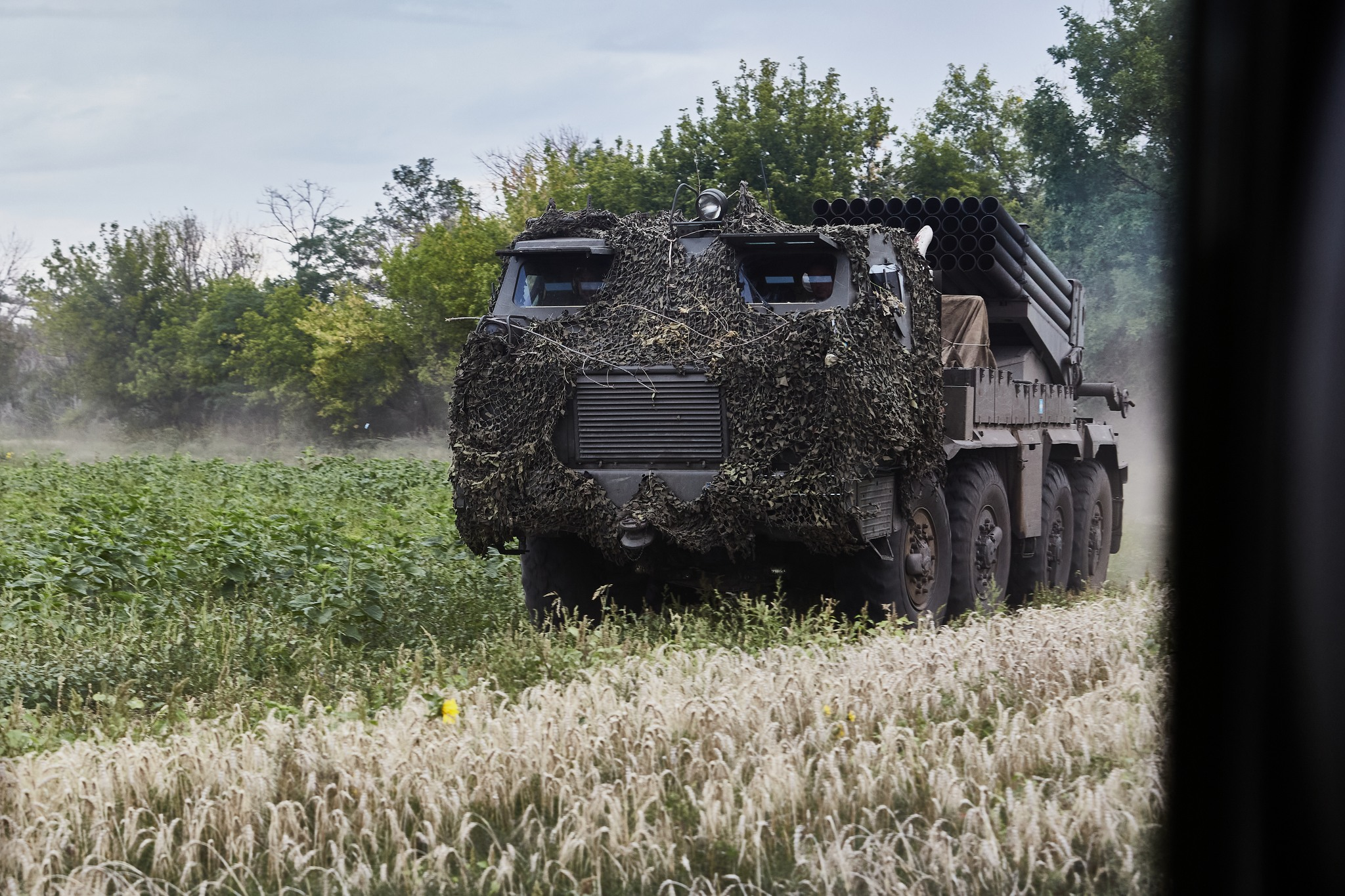
Ukrajinský raketomet RM-70 darovaný od České republiky

Tato zbraň byla nasazena různými subjekty v mnoha ozbrojených konfliktech na několika kontinentech. Například během války o západní Saharu, občanské války na Srí Lance, jemenské občanské války, války v Jižní Osetii, občanské války v Libyi nebo druhé války o Náhorní Karabach.
Česká republika předala v roce 2022 část svých zásob těchto z armádní výzbroje vyřazených strojů Ukrajině, která je nasadila na obranu proti ruské invazi. V rámci sbírky Dárek pro Putina byl v březnu 2023 připravován na předání Ukrajině raketomet Přemysl.

## Uživatelé

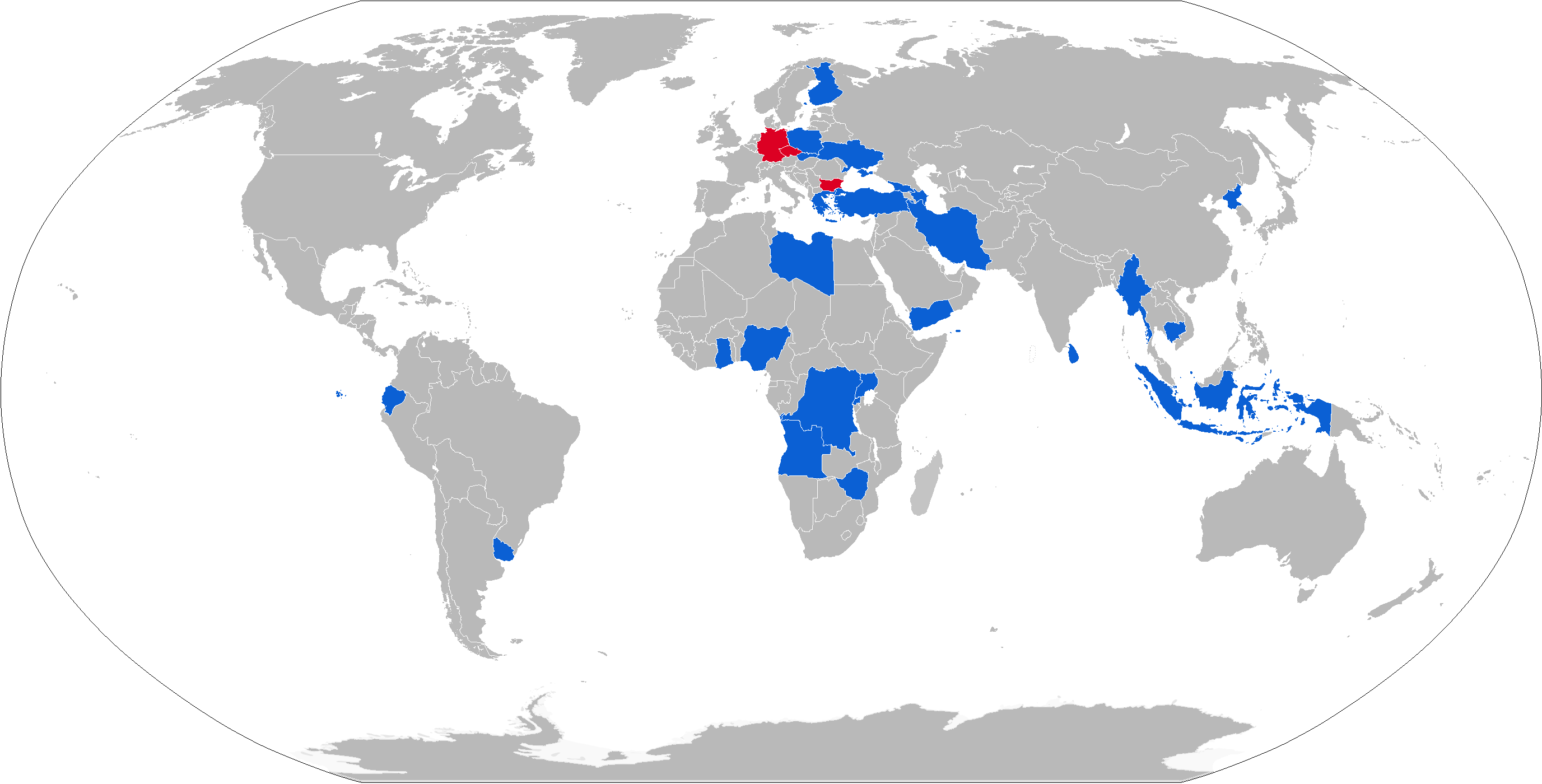
Přehled uživatelů RM-70. (Modře současní, červeně bývalí.)

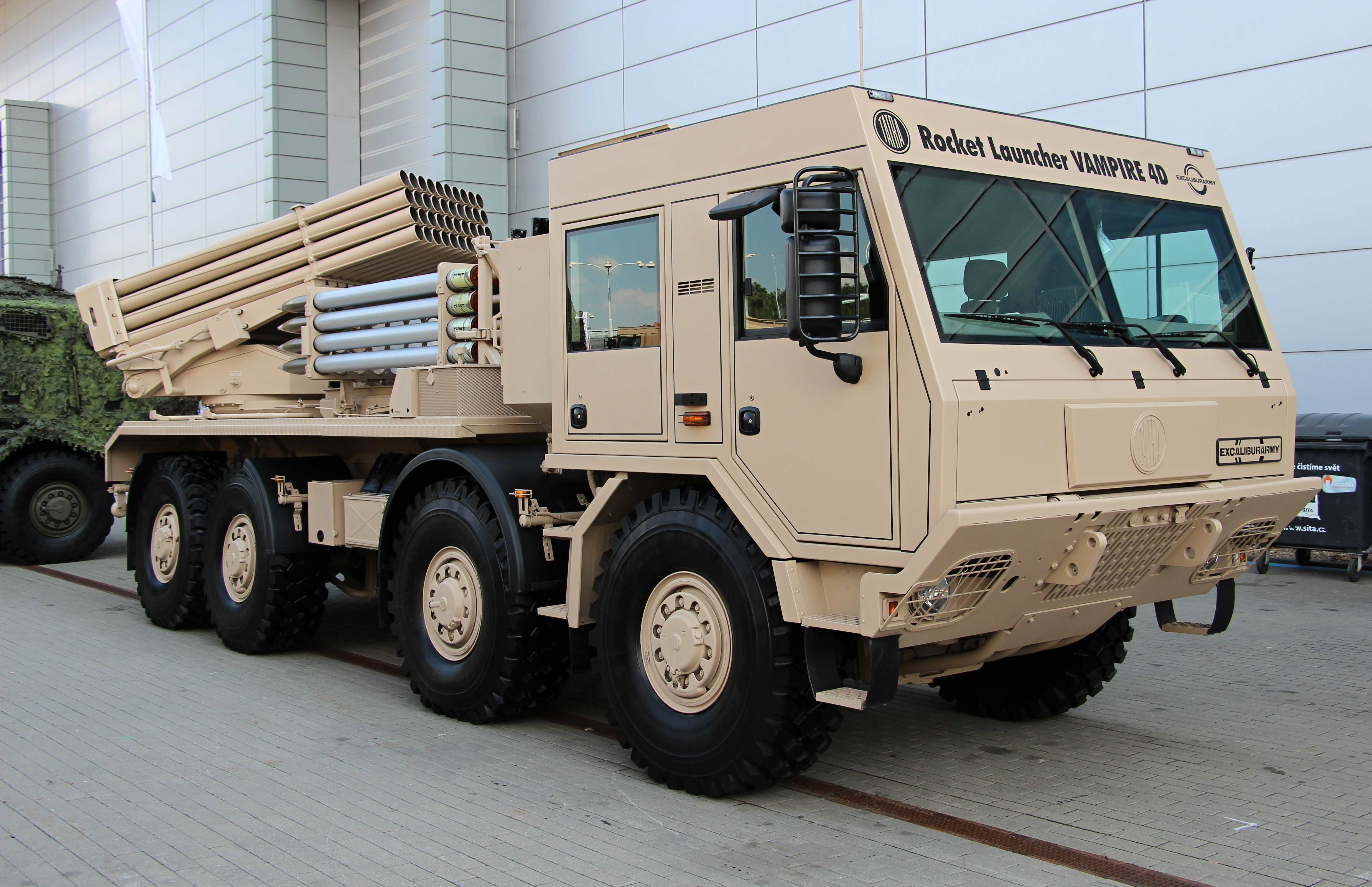
RM-70 Vampire 4D

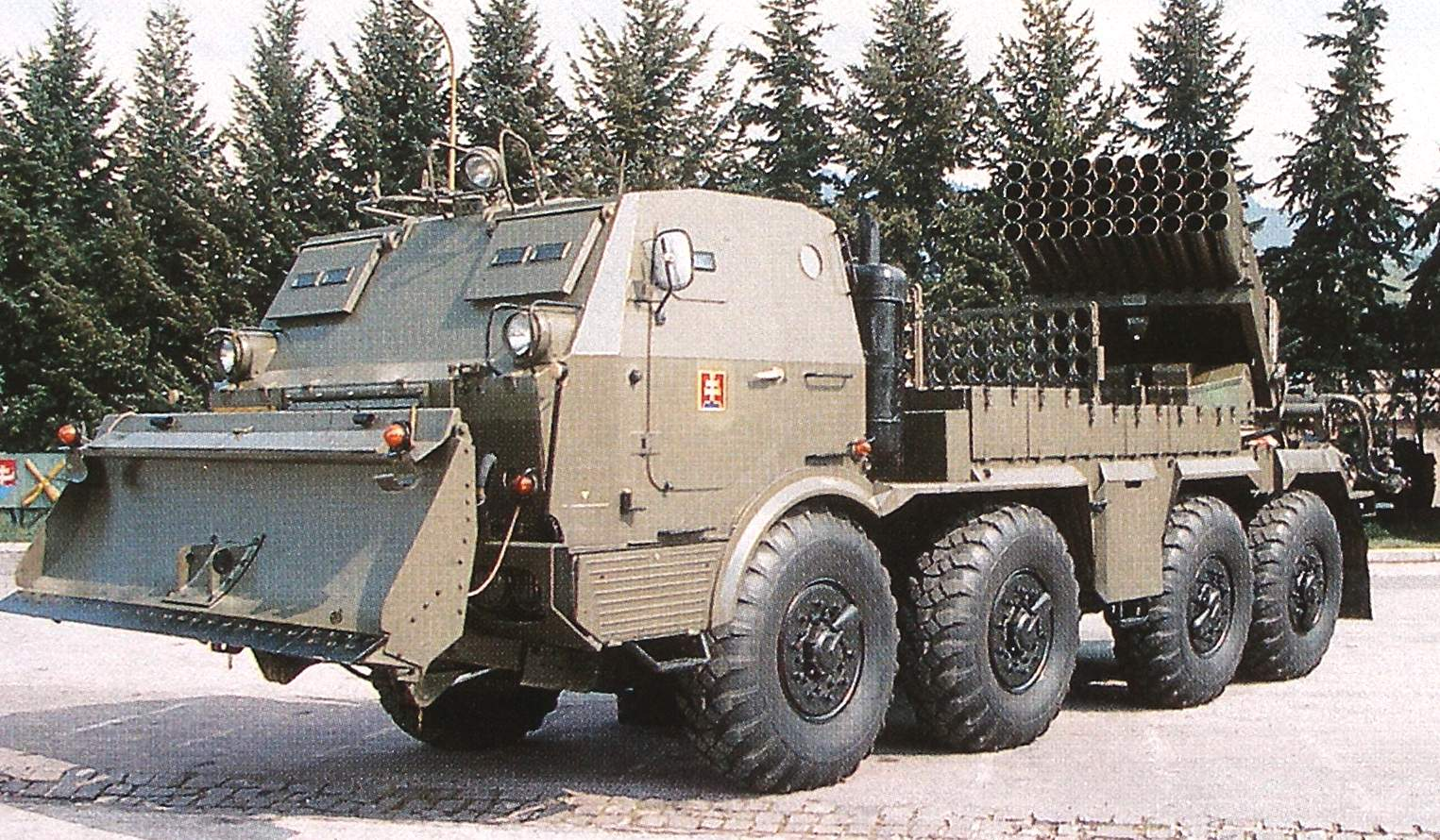
RM-70 slovenské armády

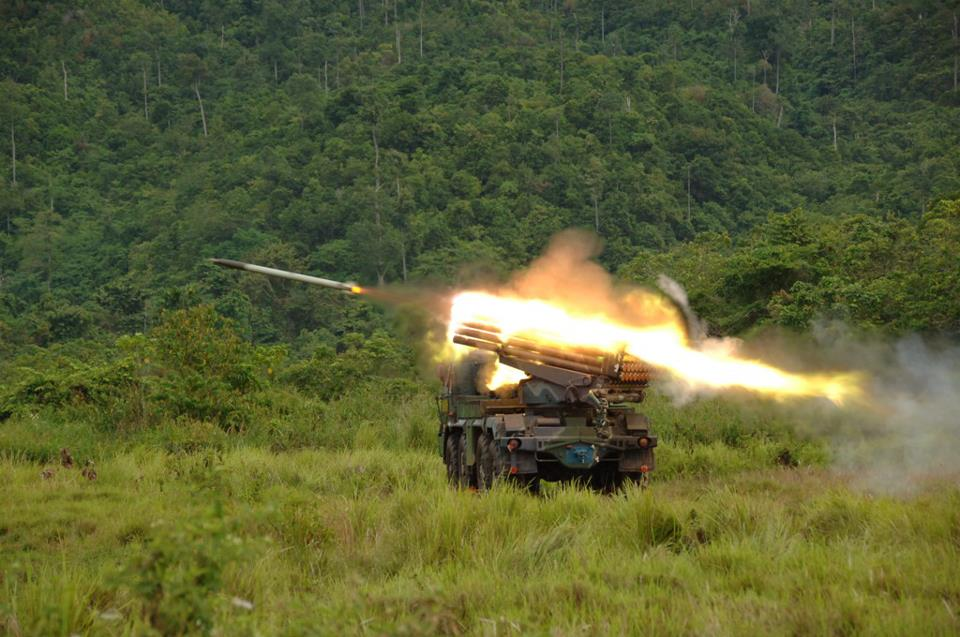
Indonéská námořní pěchota pálí z RM-70

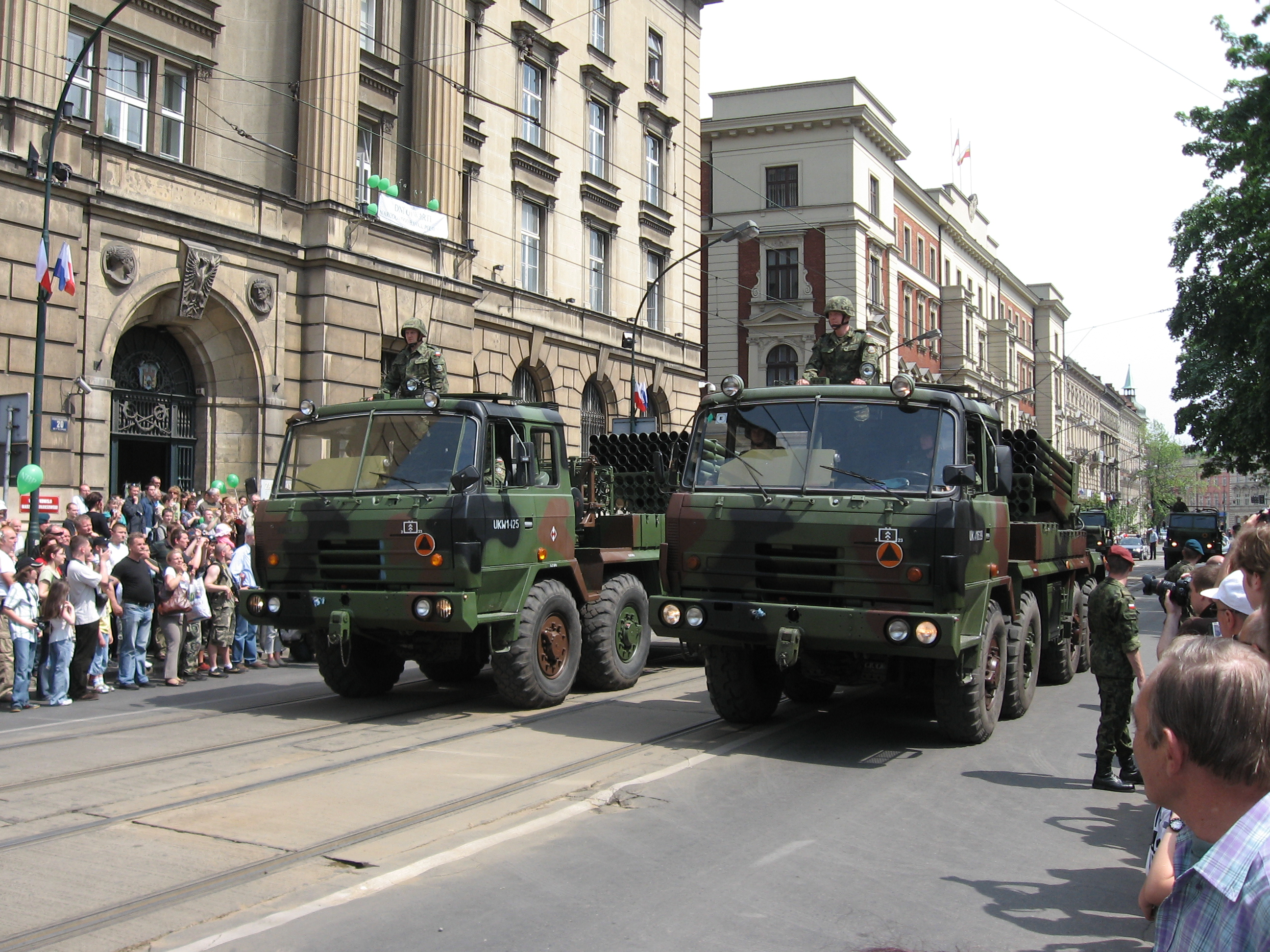
Polské raketomety RM-70 na vojenské přehlídce

### Současní
- Angola
- Ázerbájdžán
- Ekvádor
- Finsko
- Gruzie
- Indonésie
- Kambodža
- Konžská demokratická republika
- Libye
- Nigérie
- Polsko
- Rwanda
- Řecko
- Saharská arabská demokratická republika
- Severní Korea
- Slovensko
- Srí Lanka
- Uganda
- Ukrajina[3]
- Zimbabwe

### Bývalí
- Bulharsko
- Česká republika – Armáda ČR systém vyřazen na konci roku 2010.[8]
- Československo
- Německo
- Tálibán
- Východní Německo

## Hlavní technické údaje
- Osádka: 4
- Délka: 8650 mm
- Šířka: 2250 mm
- Výška: 2960 mm
- Bojová hmotnost: 24 t
- Motor: Tatra T3-930(813)/T3-930-51(815)
- Rychlost na silnici: 85 km/h
- Dojezd: 1100 km
- Ráže: 122,4 mm
- Rakety: 40 + 40 záložních
- Hmotnost hlavice: 11,5 kg
- Dostřel: 20 km
- Minimální délka střelby: 1600 m
- Maximální rychlost střely: 700 m.s-1
- Palebný průměr: 3 salvy
- Doba odpálení salvy: 18–22 s
- Další výzbroj osádky: UK vz. 59, RPG-7